# Santesteban
Santesteban (cooficialmente en euskera: Doneztebe) es una villa y municipio de la Comunidad Foral de Navarra, España. Situado al norte de la misma en la Merindad de Pamplona, en la comarca de Alto Bidasoa y a 53 km de la capital de la comunidad, Pamplona. Su población a 1 de enero de 2018 era de 1729 habitantes (846 mujeres y 883 hombres) según datos del INE.

## Toponimia
Sus nombres primitivos fueron Doneztzobe, Leirine, San Esteban y Santesteban de Lerín. Su nombre oficial desde 1989 es el de Doneztebe/Santesteban, una denominación compuesta por su denominación en euskera y en castellano.

## Símbolos
El escudo de armas del municipio de Santesteban tiene el siguiente blasón:

Trae de azur y sobre un terreno abrupto un árbol todo de su color natural, atravesado en su base por un jabalí de sable siniestrado. En el cantón derecho del jefe una estrella de oro de ocho puntas con un rabo luminosos.

## Geografía
El municipio de Santesteban está situado al norte de la Comunidad Foral de Navarra. Está integrado en la comarca de Alto Bidasoa y se encuentra a 47 kilómetros de Pamplona. El término municipal está atravesado por la carretera N-121-A (Pamplona-Irún), por la carretera autonómica NA-170, que conecta con Elgorriaga, y por carreteras locales que permiten la comunicación con los municipios vecinos de Donamaría y Bertizarana. Limita al norte con Sumbilla, al este con el municipio de Bértiz-Arana, al sur con Oiz y Donamaría, y al oeste con Elgorriaga.
| Noroeste: Sunbilla | Norte: Sunbilla | Nordeste: Sunbilla y Bertizarana |
| Oeste: Elgorriaga  |                 | Este: Bertizarana                |
| Suroeste: Oitz     | Sur: Donamaría  | Sureste: Bertizarana             |

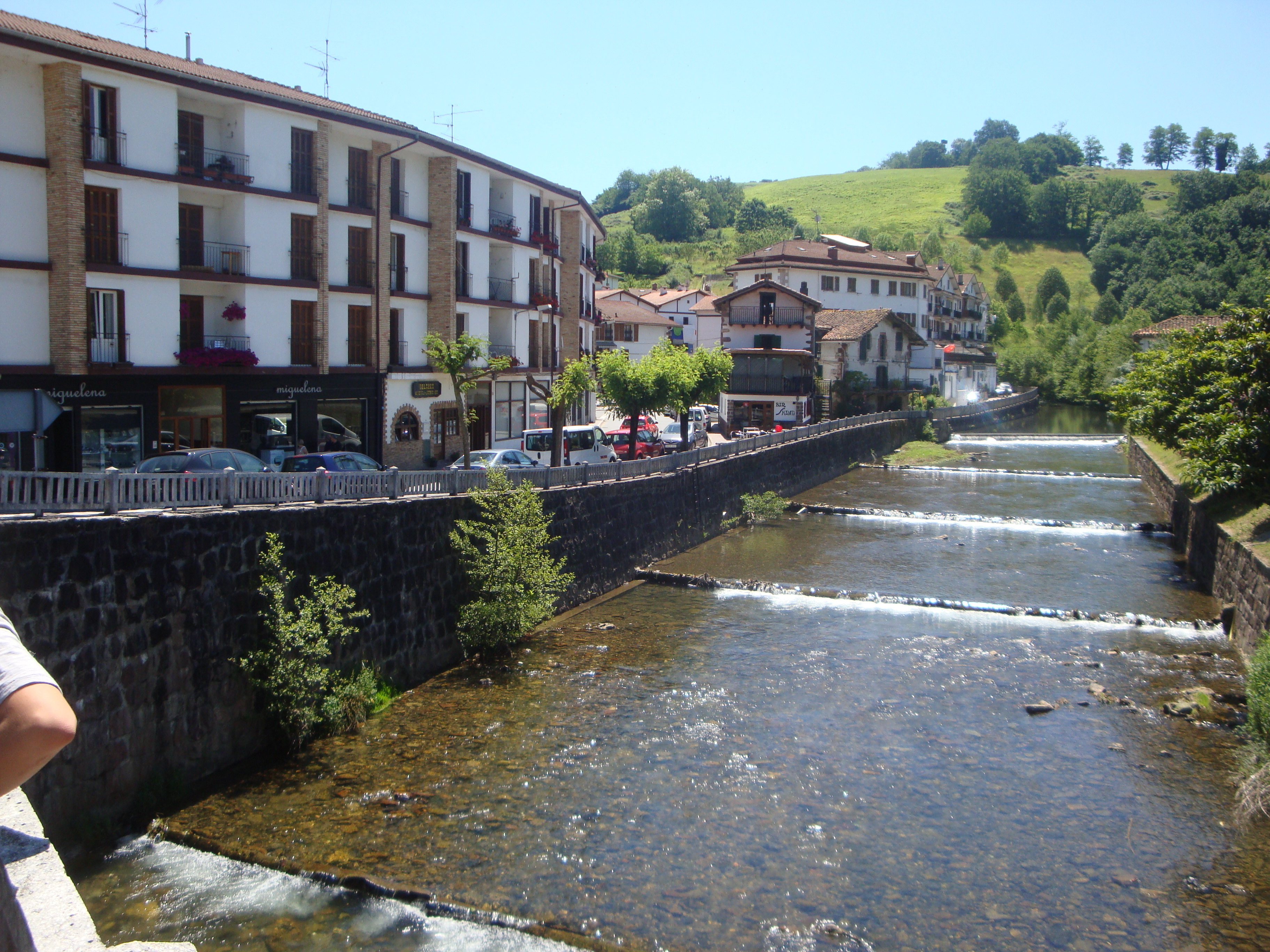
El río Ezkurra en Santesteban

Su término municipal se extiende sobre el valle del río Bidasoa. Este valle en su parte norte se estrecha, cruzando el río estrechas gargantas entre los cerros Asquín y Alto de la Cruz. El resto del término está formado por un terreno despejado y característico de la zona, rodeado de montes y cubierto de árboles. La red fluvial la forman el río Bidasoa, sus afluentes el río Ezcurra y el Ezpelura, junto con gran cantidad de regatas y arroyos. La altitud oscila entre los 600 metros al noroeste y los 110 metros a orillas del río Bidasoa. El pueblo se alza a 127 metros sobre el nivel del mar. 
El núcleo urbano se asienta en el terreno de aluvión que se formó en el encuentro de los ríos Ezcurra y Bidasoa. Situada tras la llamada Peñas de Aya donde se desarrolló el coto minero de Arditurri que tomó gran importancia en tiempos romanos, y el importante puerto de Oiasso en la desembocadura del Bidasoa (el mismo nombre del río señala relación del mismo con la ciudad romana bide, camino asoa, Oiasso, y la importancia como vía de comunicación). La vía de comunicación hacia la costa y la importancia de la misma quedó reflejada cuando en el siglo XVI se realizó un proyecto para hacer navegable el Bidasoa desde Santesteban. Para salvar el río la localidad ha tenido tres puentes a los que se añadió una pasarela en el siglo XXI. El más importante es el situado en el barrio de Oteiza sobre el Bidasoa. En 1545 se realizó el puente situado en la confluencia de las regatas Ezpelura y Ezkurra donde anteriormente existía una pasarela de madera. En del Ezkurra  con el Bidasoa se construyó un puente en el siglo XVI, que fue propiedad del señor de Agorreta.

## Historia
La villa fue la cabeza del valle de Santesteban de Lerín, antiguamente estuvo emplazada entre los términos de Bidaso y Berroarán, trasladándose a su actual emplazamiento en la orilla izquierda del río Bidasoa en el año 1421. El rey navarro Sancho VI el Sabio en 1192 dio fuero al valle. En 1280 aparece Santesteban entre los contribuyentes del erario público.
La reina Leonor I de Navarra liberó a la villa en 1467 del pago de la pecha (contribución) de 4 libras y 12 sueldos y en 1497, los reyes de Navarra Juan de Albret y Catalina de Foix otorgaron a la villa el fuero de Jaca liberándola del pago del tributo de eyurdea, para el uso del agua y pastizales de los montes de Bidasoa y Berroarán y la pesca del río Bidasoa. A mediados del siglo XV obtuvo el estatus de buena villa con asiento en las Cortes de Navarra. En lo eclesiástico la villa perteneció al obispado de Bayona hasta 1567 pasando a partir de esta fecha a pertenecer al de Pamplona.
En junio de 1522 se quema la villa por la coalición de franceses y agramonteses  en el contexto de restaurar en el trono navarro a los reyes Albret.

## Demografía
Santesteban cuenta con una población de 1860 habitantes (INE 2024).

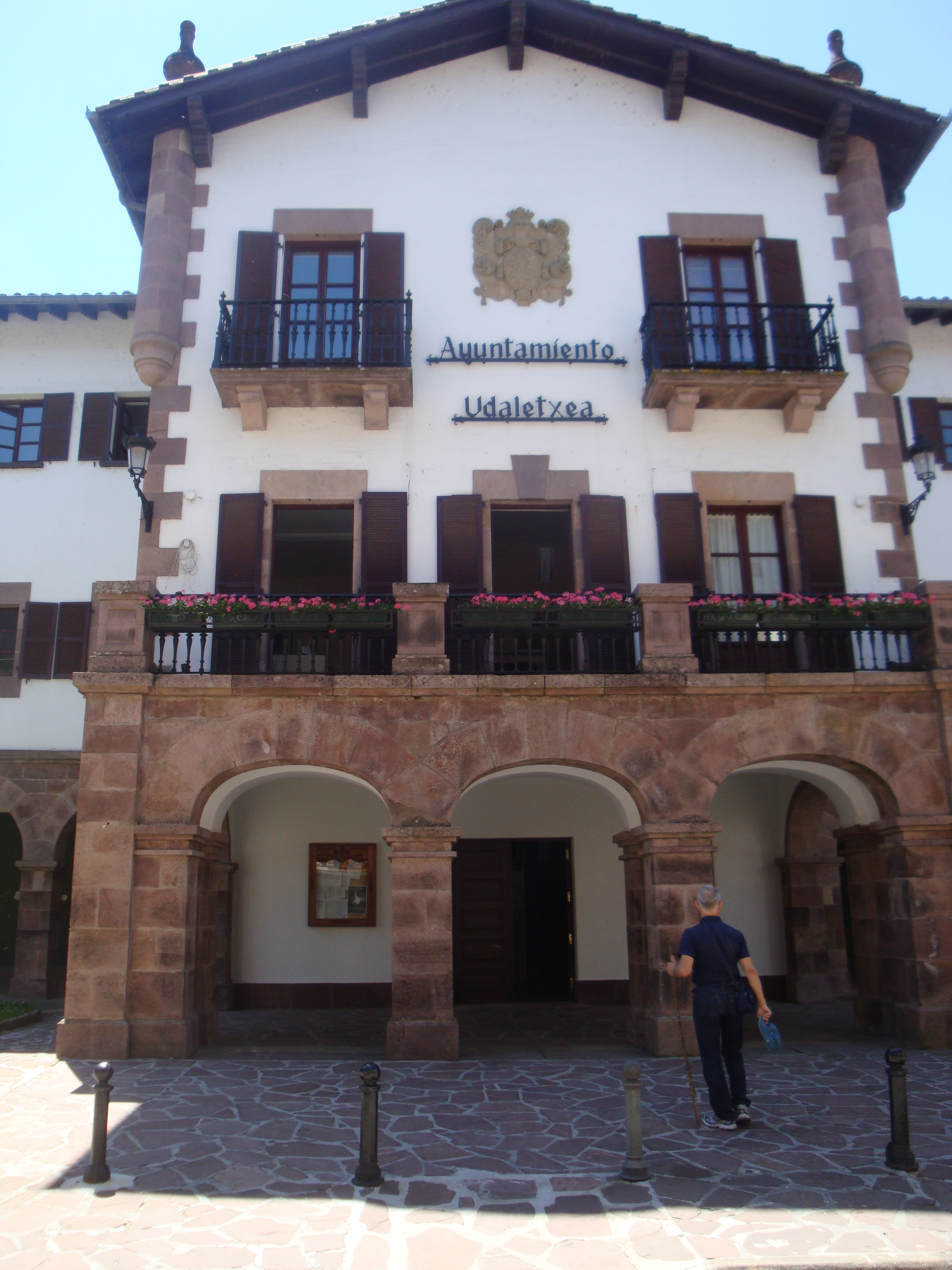
Casa consistorial de Santesteban

| Gráfica de evolución demográfica de Santesteban entre 1842 y 2021 |
| |
| Población de derecho según los censos de población del INE Población de hecho según los censos de población del INEEn este censo se denominaba Santesteban de Lerin: 1842 En estos censos se denominaba Santesteban: 1857, 1860, 1877, 1887, 1897, 1900, 1910, 1920, 1930, 1940, 1950, 1960, 1970 y 1981 Entre el censo de 1857 y el anterior, crece el término del municipio porque incorpora a 315073 (Luguein) |

## Administración y política
| Periodo   | Nombre                          | Partido | Partido                        |
| --------- | ------------------------------- | ------- | ------------------------------ |
| 1979-1983 | Carlos Picabea Manterola        |         | Independiente                  |
| 1983-1987 | Alfredo Zugarramurdi Zozaya     |         | Doneztebeko Gazteak            |
| 1987-1991 | Antonio Apezteguía Lanaspa      |         | Unión Doneztebarra             |
| 1991-2003 | Miguel San Miguel Azpíroz       |         | Eusko Alkartasuna (EA)         |
| 2003-2005 | José Ramón Etxebeste Urrutia    |         | Eusko Alkartasuna (EA)         |
| 2005-2006 | José Cruz Irigoien Irungarai    |         | Grupo Mixto                    |
| 2006-2007 | José Ramón Etxebeste Urrutia    |         | Eusko Alkartasuna (EA)         |
| 2007-2015 | Miguel San Miguel Azpíroz       |         | Eusko Alkartasuna (EA)         |
| 2015-2023 | Santiago Uterga Labiano         |         | Euskal Herria Bildu (EH Bildu) |
| 2023-act. | María Arantzazu Arregui Alberro |         | Euskal Herria Bildu (EH Bildu) |

| Partido político                                             | 2019               | 2019               | 2015  | 2015       | 2011  | 2011       | 2007  | 2007       | 2003  | 2003       | 1999  | 1999       | 1995  | 1995       |
| Partido político                                             | %                  | Concejales         | %     | Concejales | %     | Concejales | %     | Concejales | %     | Concejales | %     | Concejales | %     | Concejales |
| Euskal Herria Bildu (EH Bildu)-Bildu                         | 67,58              | 7                  | 62,01 | 6          | —     | —          | —     | —          | —     | —          | —     | —          | —     | —          |
| Navarra Suma (NA+)                                           | 25,68              | 2                  | —     | —          | —     | —          | —     | —          | —     | —          | —     | —          | —     | —          |
| Partido Popular (PP)                                         | Navarra Suma (NA+) | Navarra Suma (NA+) | 5,59  | 0          | 14,21 | 1          | —     | —          | —     | —          | —     | —          | —     | —          |
| Partido Socialista de Navarra (PSN-PSOE)                     | —                  | —                  | 29,72 | 3          | —     | —          | —     | —          | —     | —          | —     | —          | —     | —          |
| Eusko Alkartasuna (EA)                                       | —                  | —                  | —     | —          | 79,15 | 8          | 84,62 | 9          | 52,52 | 5          | 73,06 | 7          | 60,05 | 6          |
| Euzko Alderdi Jeltzalea-Partido Nacionalista Vasco (EAJ-PNV) | —                  | —                  | —     | —          | —     | —          | —     | —          | 42,93 | 4          | —     | —          | —     | —          |
| Euskal Herritarrok (EH)                                      | —                  | —                  | —     | —          | —     | —          | —     | —          | —     | —          | 18,55 | 2          | —     | —          |
| Unión Doneztebarra (UD)                                      | —                  | —                  | —     | —          | —     | —          | —     | —          | —     | —          | —     | —          | 19,74 | 2          |
| Bear-zana (BZ)                                               | —                  | —                  | —     | —          | —     | —          | —     | —          | —     | —          | —     | —          | 10,41 | 1          |
| Herri Batasuna (HB)                                          | —                  | —                  | —     | —          | —     | —          | —     | —          | —     | —          | —     | —          | 7,89  | 0          |

En las elecciones municipales celebradas en 2007, el único partido que presentó lista a este municipio fue Eusko Alkartasuna. Por tanto, con 594 votos, y un 84,2 %, logró las 9 concejalías del municipio. En las elecciones municipales de mayo de 2011 el Partido Popular consiguió un representante municipal en el Ayuntamiento, cosa que no impidió que Eusko Alkartasuna ganara de nuevo aunque sin la totalidad de los nueve concejales del consistorio.

## Cultura

### Idioma

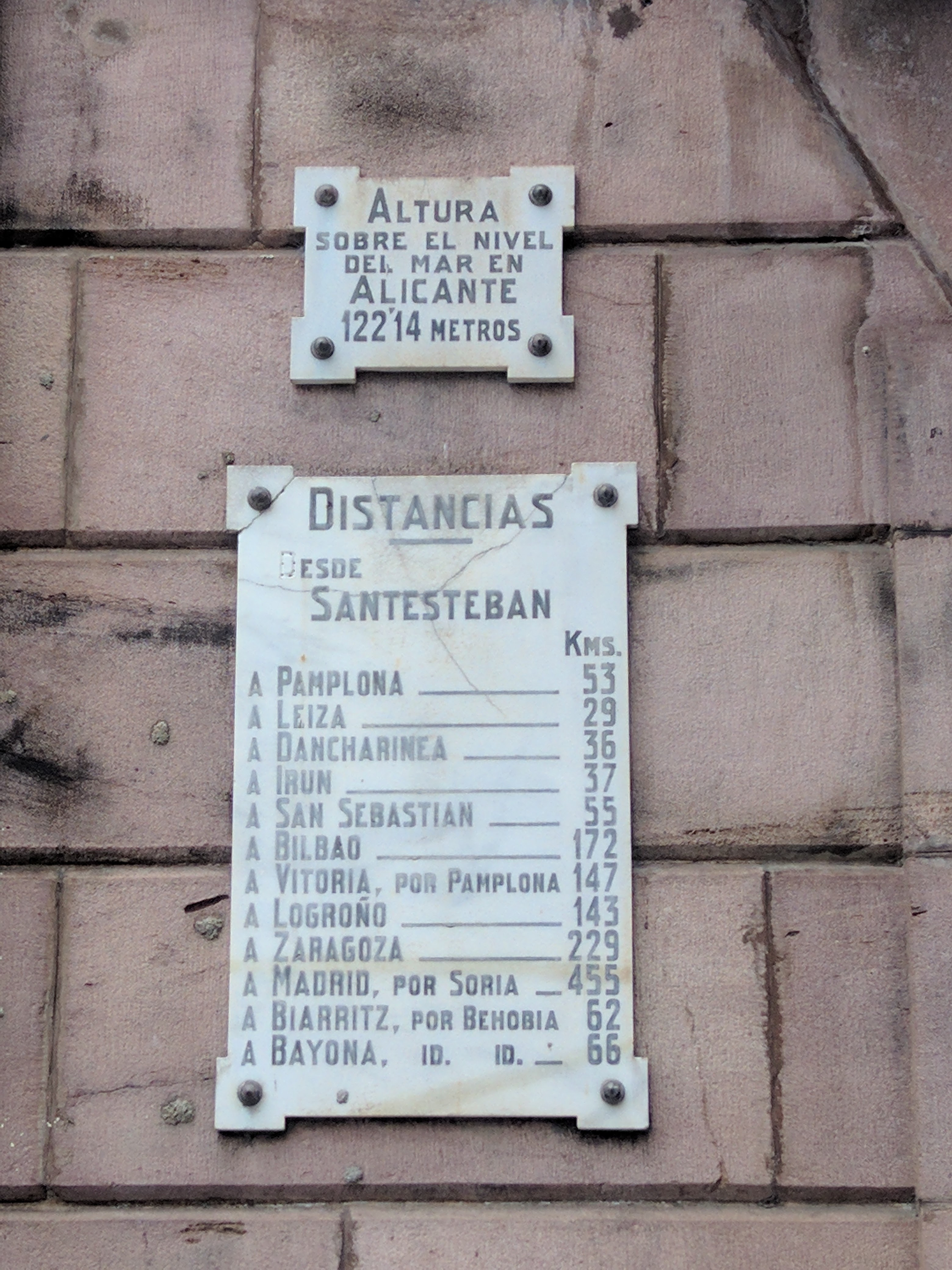
Placa ubicación y distancias en calle Mayor, 20

El municipio pertenece a la zona vascófona de Navarra por lo tanto el euskera es cooficial con el castellano. El porcentaje de vascoparlantes se situaba en un 69,15 % en el año 2001.

### Fiestas
Las fiestas patronales se celebran el 29 de junio en San Pedro. Al finalizar la misa mayor, la Coral Mendi canta el himno de la localidad compuesto por José Antonio Irigoyen e Iñaki Diéguez Gutiérrez:

Letra del himno (EU)
Gora Doneztebe!

Zabaldi ederra Mendaurren oñian

etxe sorta txuria eliz itzalian

karrika txukuna txukunen artian

berdin gabea zera Napar alderdian

Baztan aldetik dator ugalde zabal ta argia

Ezkurra ta Labaindik erreka garbi ta ugaria

bihori emanaz besarkada eztia

Bidasoa ibaiari ematen diozu bizia

Gora Doneztebe, gora Doneztebe !

San Pedro eguna, egun berezia

doneztebarrendako besta nagusia

alaitsu dabila gure gaztedia

bai zarretatik ere gauza dan guzia

plaza berrian esku ta guantez jokatuko dute

ta ilunabarrez neska mutilek dantza lertu arte

alaitu zaitezte bai zar eta gazte

alkartu eta ohiu eginaz: gora Doneztebe!

Gora Doneztebe, gora Doneztebe!
;Traducción (ES)
¡Viva Doneztebe!

Una hermosa llanura a las faldas del monte Mendaur,

unas cuantas casas blancas a la sombra de la iglesia.

Una hermosa calle  entre las hermosas,

eres sinpar en Navarra.

De Baztán llega un ancho y luminoso río,

de Ezkurra y Labaien otro limpio y abundante,

dándole a ambos un dulce abrazo,

le das vida al río Bidasoa.

El día de San Pedro es un día especial,

fiesta principal para el la población de Doneztebe.

Nuestra juventud anda alegre

y de la gente mayor también quien puede.

En la plaza nueva jugarán a guante

y al atardecer chicas y chicos bailarán hasta reventar.

Animaos mayores y jóvenes

uníos y gritad Gora Doneztebe!

Gora Doneztebe, gora Doneztebe!

Al igual que en otros pueblos de alrededor, para celebrar la llegada del año nuevo el 1 de enero de cada año es costumbre que las niñas y los niños recorran el pueblo cantando y pidiendo que desde las casas les echen aguinaldos.

Letra de la canción
Urte berri berri

Zer ekarri berri

Uraren gañean

Etxekoandria ona

Nausi hobia

Urte zahar

Nik atorra zahar

Maukarik ez

Eta nik axolik ez!

Bota urtatsak!

### Deporte

#### Club Deportivo Erreka Kirol Elkartea
Un grupo de jóvenes de la localidad lo fundó en 1976. En 2014 fue galardonado como mejor Club Deportivo de Navarra.
Compite en las disciplinas de balonmano, pelota mano y judo. La sección de balonmano es la que cuenta con una historia más relevante. Su equipo masculino compite en Segunda Nacional y ha ganado dos ligas. En 2019 gana la Liga y Copa de Navarra y pugna por la Fase de Ascenso a la Primera División Estatal. De su cantera han salido jugadores que han pasado a competir en ligas europeas: Niko Mindegia, Ibai Meoki y Juanto Apezetxea.
También cuenta con un grupo de montañismo. El Club organiza diversos eventos a lo largo del año que cuentan con gran arraigo en la agenda deportivo-cultural del pueblo: Cross Popular, Escuela Deportiva de verano, campeonatos de futbito y frontenis, carrera de San Silvestre, Día del Erreka, etc.
En el año 2010 se compuso el himno oficial del Club.

Letra del himno
Doneztebe aldean

sortu zen lainopean,

kirola du helburu,

guztiok elkarlanean.

Lainoaren umeak,

zeruaren koloreak.

Erreka dugu gorputza,

jendea berriz arima.

Sasoia da gure hitza,

indarra eta kemena.

Erreka izen ederra

zabaltzen ari garena,

bihotzean daramaguna

mundu guztian barrena.

Lainoaren umeak,

zeruaren koloreak.

Erreka dugu gorputza,

jendea berriz arima.

Sasoia da gure hitza,

indarra eta kemena.

Erreka izen ederra

zabaltzen ari garena,

bihotzean daramaguna

mundu guztian barrena.

Lainoaren umeak,

zeruaren koloreak.

Kirola du helburu,

guztiok elkarlanean.

#### Doneztebe Futbol Taldea
En el año 2003, ante  la necesidad que había en Santesteban de un lugar para practicar el fútbol, se reunieron varios padres con la ilusión  de un proyecto común: construir un campo de fútbol en la localidad. Hasta entonces, los jóvenes que querían practicar esta modalidad deportiva se veían obligados a desplazarse a localidades próximas como Elizondo o Lesaka, para jugar en el Baztán o Beti Gazte.
El 26 de junio de 2003, un grupo de padres se reunió en asamblea y decidieron crear el DONEZTEBE FÚTBOL TALDEA, con el objetivo de posibilitar la práctica del fútbol a los chicos y chicas de la zona.
El 18 de julio del mismo año se inscribió el club en el registro de asociaciones deportivas, para al año siguiente comenzar su andadura deportiva.
El Doneztebe F.T. se presentó de forma oficial el 18 de diciembre de 2004, contando con 39 jugadores en las categorías de alevín, benjamín y txikis.
En la temporada 2007/2008 se creó el primer equipo sénior compitiendo en 1.ª regional. Entonces no disponíamos de campo de fútbol propio, por lo que los partidos de casa se jugaban en Villava primero y en Huarte después.
Cada año eran más los equipos y jugadores que componían el club y que tenían que trasladarse para jugar sus partidos de local. El equipo regional femenino disputaba sus partidos de local en Elizondo; las categorías inferiores de fútbol 11, en cambio, tenían como campo local las instalaciones de Tajonar que cedía el C.A. Osasuna (del que el Doneztebe es club convenido). La necesidad de un campo de fútbol en el pueblo era cada vez mayor.
A pesar de todas las dificultades a las que se enfrentó, en la temporada 2008/2009 el cllub consiguió ser campeón de la Copa Navarra de 1.ª regional, el mayor logro deportivo conseguido hasta esa fecha.
En la temporada 2011/2012 todo el esfuerzo realizado hasta el momento daba su fruto, y el Doneztebe F.T. veía cumplido su sueño: la construcción del campo de fútbol de Doneztebe/Santesteban.
En el año 2016, el club consiguió su primer ascenso a Regional Preferente Navarra, y ya en el 2021 consiguió su mayor logro hasta la fecha ascendiendo a Primera Autonómica Navarra. Actualmente el club milita en Regional Preferente Navarra

### Entidades culturales

#### Coral Mendi Abesbatza
Se fundó en 1996 y está integrada por coralistas del pueblo y municipios de alrededor  De 1996-2002 estuvo dirigida por Iñaki Diéguez, acordeonista de renombre. Desde septiembre de 2002 en adelante está dirigida por Ion Irazoki Zubieta. En sus conciertos se puede disfrutar  de un amplio repertorio y variedad de estilos que pueden ir desde cancionero vasco y música sacra hasta versiones de canciones modernas.
En 2017 nace la Coral Mendi Ttiki donde se agrupan niñas y niños que colaboran en diferentes actividades conjuntamente con la Coral Mendi bajo la dirección de Ruth Etxebeste e Itziar Irigoien Perurena.

#### Erreka Dantza Taldea
Grupo dirigido por Naikari Galarraga que además de fomentar y difundir los bailes vascos, colabora con actividades y espectáculos de la localidad como el Olentzero, fiestas patronales y espectáculos musicales con la Coral Mendi.

## Monumentos y lugares
- Iglesia de San Pedro de estilo barroco fue ampliamente reformada en los siglo XVI y XVIII. la torre  formó parte del castillo de los Lerín, en su parte baja conserva las saeteras y troneras. El retablo del altar mayor, así como los dos laterales, son barrocos y el órgano, un Cavallie Coll de 1887, rococó. En el pórtico, que se abre a la calle parroquia, se realizan dos bailes  característicos, en las fiestas patronales de San Pedro se baila en Trapatán y también el baile de la bandera.

- Casa de la calle Mercaderes fue construida en el siglo XV, es de estilo gótico. La puerta de acceso está conformada por un arco ojival con once dovelas, sobre ella se eleva el primer piso con ventanas  amaineladas, conopiales bajo las cuales corre una cornisa adornada con granadas elementos que se repiten en el segundo piso.

- Casa Erraztunea donde vivió  compositor Joaquín Larregla.

- Parque de Intzakardi construido sobre un cementerio que albergaba los cuerpos de los soldados ingleses caídos en las luchas contra los franceses, es un espacio con diferentes tipos de arbolado entre los que destacan los grandes plataneros. En uno de los extremos del parque se produce la confluencia del río Galbaraialde con el Baztan dando lugar al río Bidasoa.

### El tren chiquito

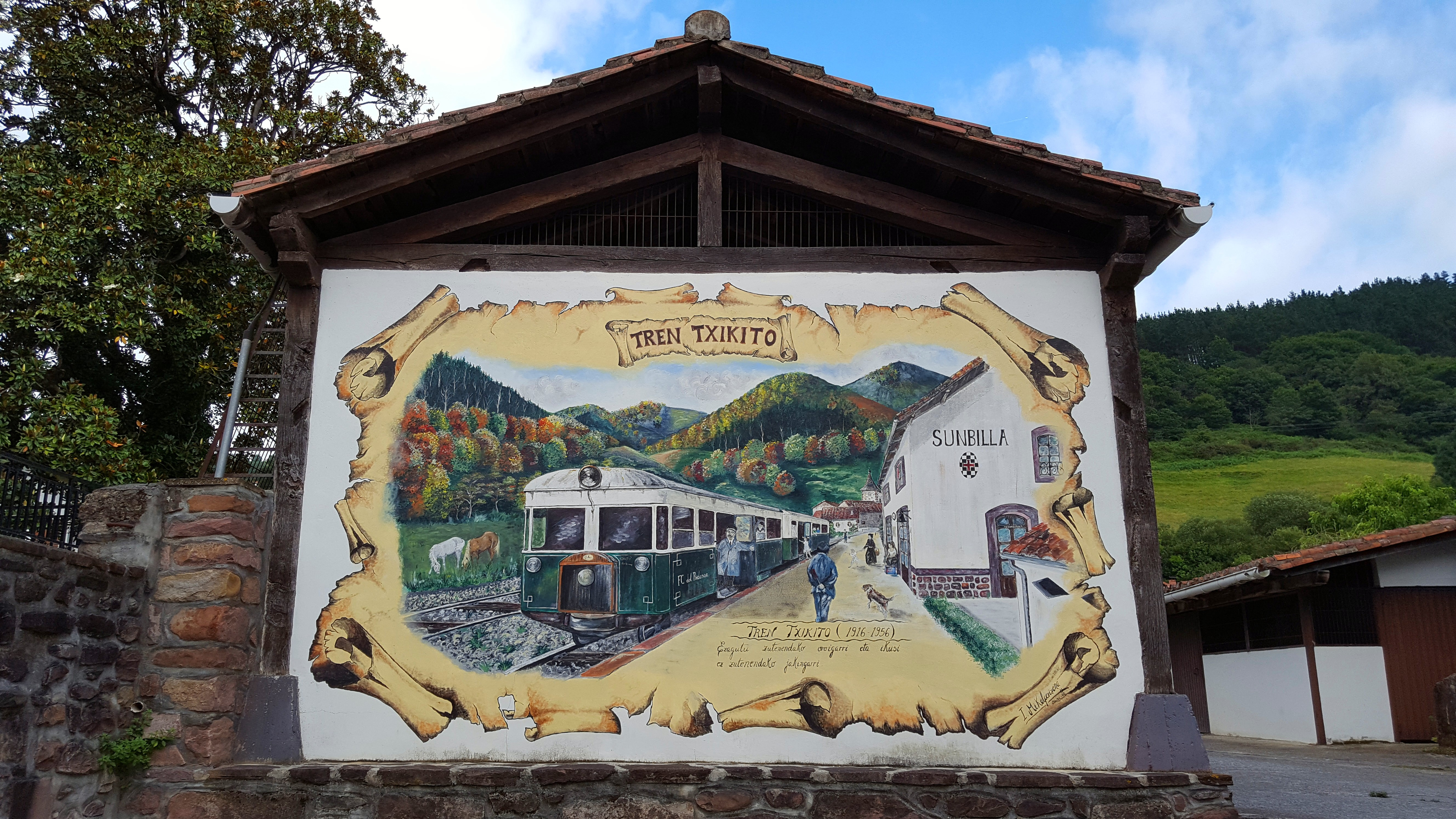
Trencito

Santesteban estaba en la línea del ferrocarril del Bidasoa, conocido coloquialmente como el «Tren Chiquito» que unía las poblaciones de Irún (Guipúzcoa) y Elizondo (Navarra). La línea, que recorría el valle del Bidasoa, tenía una longitud de 51 km y se trataba de un tendido ferroviario de línea de vía estrecha. Estuvo operativa desde 1898 hasta 1956.
Inicialmente se trató de un ferrocarril minero que enlazaba las minas de Endarlaza con Irún. Los trabajos de construcción estuvieron dirigidos por el ingeniero de caminos Ramón de Aguinaga Arrechea, marchando estos a buen ritmo. El trazado fue inaugurado en 1898. El ancho de vía original era de 915 milímetros (tres pies ingleses), aunque fue ensanchado a la vía métrica al decidirse su prolongación hasta Elizondo, que fue inaugurada en 1916. De este modo, se pasó de un tren eminentemente para el transporte de mercancías mineras, a un servicio de pasajeros que unía Irún y Elizondo. El recorrido de este tren discurría principalmente por la margen izquierda del río Bidasoa. Tenía una longitud de 51,5 km. El cierre de la línea se produjo el 31 de diciembre de 1956.
Tras el cierre, el trazado quedó abandonado hasta que en los años 2010 se decidió crear una «vía verde» sobre un recorrido de 44 km entre Behovia (Guipúzcoa) y Legasa (Navarra). Fue inaugurada el 20 de diciembre de 2013.